# Mann+Hummel
La Mann+Hummel Gruppe con sede nel Baden-Württemberg a Ludwigsburg è un'azienda di famiglia specializzata nella produzione di filtri per aria e altri fluidi nei settori dell'automotive e dell'industria in senso lato. Ha sede principale in Germania e presente in 80 altre sedi nel mondo.

## Storia
Adolf Mann e Erich Hummel, erano a capo della società di Stoccarda di abbigliamento Bleyle, che durante la seconda guerra mondiale divenne fornitrice della società concittadina Mahle; fondarono così nel 1941 la Filterwerk Mann+Hummel GmbH; i dipendenti produssero filtri in tessuto per l'industria automobilistica. Tra i clienti la Maybach-Motorenbau con il motore HL 230, usato sui veicoli Panzer tipo Panzerkampfwagen V Panther e Panzerkampfwagen VI Tiger. Dopo la fine della guerra nel 1954 venne aperta una filiale a Ludwigsburg dopo quella di Bösperde (1946) e poi a Marklkofen (1962).